# Microbergeria luctuosa
Microbergeria luctuosa là một loài bướm đêm thuộc phân họ Arctiinae, họ Erebidae. Chúng là loài nhất trong chi Microbergeria, thường được tìm thấy ở Cameroon.